# Sergentomyia angustipennis
Sergentomyia angustipennis är en tvåvingeart som först beskrevs av de Meijere 1909.  Sergentomyia angustipennis ingår i släktet Sergentomyia och familjen fjärilsmyggor. Inga underarter finns listade i Catalogue of Life.